# Sierra Leona en los Juegos Paralímpicos de Londres 2012
Sierra Leona estuvo representada en los Juegos Paralímpicos de Londres 2012 por un deportista masculino. El equipo paralímpico sierraleonés no obtuvo ninguna medalla en estos Juegos.